# Peder Kjerschow
Peder Kjerschow, född 5 juni 1857 i Tromsø, död 10 december 1944, var en norsk jurist.
Kjerschow tjänstgjorde 1891–1902 som konstituerad lagman i olika lagsagor samt var från 1902 ordinarie lagman i Eidsiva- och Frostatings lagsaga och 1909–11 lagman i Borgarting og Agder lagdømme samt 1905–11 e.o. medlem av Høyesterett. Han var riksadvokat 1911–29.
Kjerschow, som redan tidigare deltagit i norska utredningar i renbetesfrågan, var medlem av den hösten 1907 tillsatta och i början av 1909 upplösta svensk-norska renbeteskommissionen samt utsågs i maj 1909 till norsk sakkunnig vid skiljedomstolen rörande svenska flyttsamers rätt till renbete i Norge.